# ورزشگاه لوسیل آرنا
ورزشگاه لوسیل آرنا یک ورزشگاه در فضای باز در لوسیل قطر است. این ورزشگاه از مسابقات قهرمانی هندبال مردان جهان ۲۰۱۵ میزبانی کرده‌است. هزینه ساخت این ورزشگاه ۳۱۸ میلیون دلار آمریکا بوده‌است.